# Polder noir inondé
Le Polder noir inondé est une réserve naturelle de la côte de Flandre zélandaise située en mer du Nord près du village de Nieuwvliet, à environ 5 km à l'est de la réserve naturelle du Zwin. Cette réserve appartient à la fondation Het Zeeuwse Landschap (nl), qui s'occupe de sa gestion.

## Origine
Le Polder noir inondé est un slufter, c'est-à-dire un pré-salé inondé uniquement lors des marées les plus hautes, situé derrière une rangée de dunes brisée par la mer. Dans ce cas-ci il s'agit même d'un bris de digue survenu en 1802 avec inondation du Polder noir de 120 ha datant de 1623. À l'abri de cette digue, une ligne de dunes s'était développée spontanément, ensablant ce qui restait du Zwarte Gat (nl). Depuis lors, cette région n'a été que partiellement regagnée sur la mer : un premier polder de 8 ha, aujourd'hui nommé le Polder noir (Zwarte Polder), a été endigué en 1803 ; aujourd'hui c'est un terrain de camping. Au nord de celui-ci, un second polder de 23 ha, dit le Polder noir réendigué (nl) (Herdijkte Zwarte Polder), fut repris sur la mer en 1829. Côté terre, l'ancien polder avec tous ses canaux et tranchées est entouré d'une digue qui a été rehaussée jusqu'au niveau des digues du plan Delta. Il y a trop peu de place derrière le pré-salé pour que les courants de flot et de jusant puissent endommager les dunes.
Ci-contre carte de Cuyper (vers 1865) montrant le Polder noir inondé et, sur son côté ouest, les deux polders repris sur la mer.

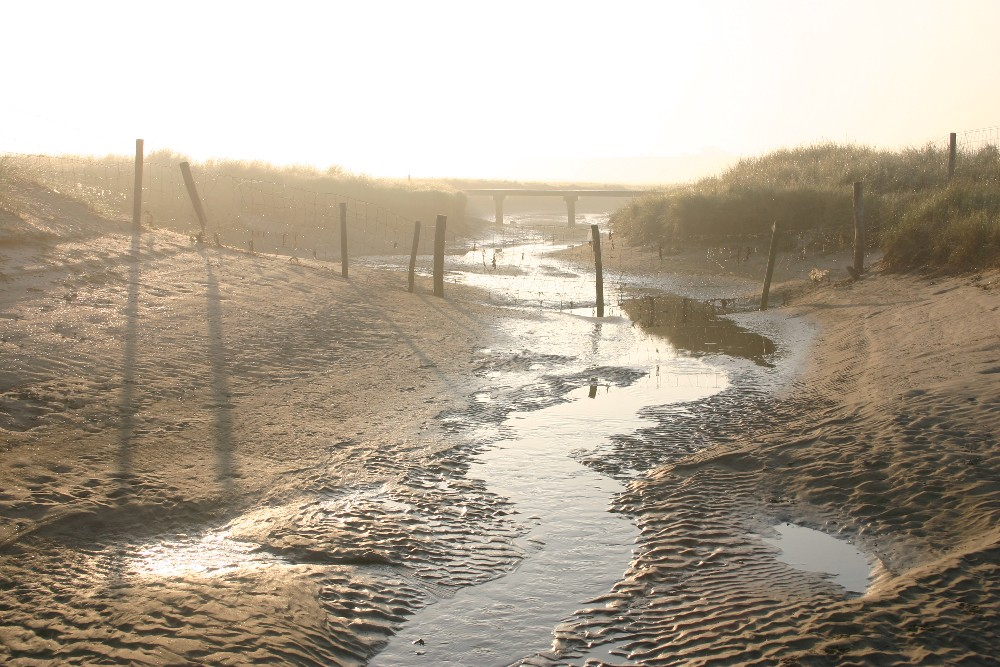
Un des trois grands ravins appartenant au pré-salé, créés par le bris de dune. Vue du « polder » vers la mer.
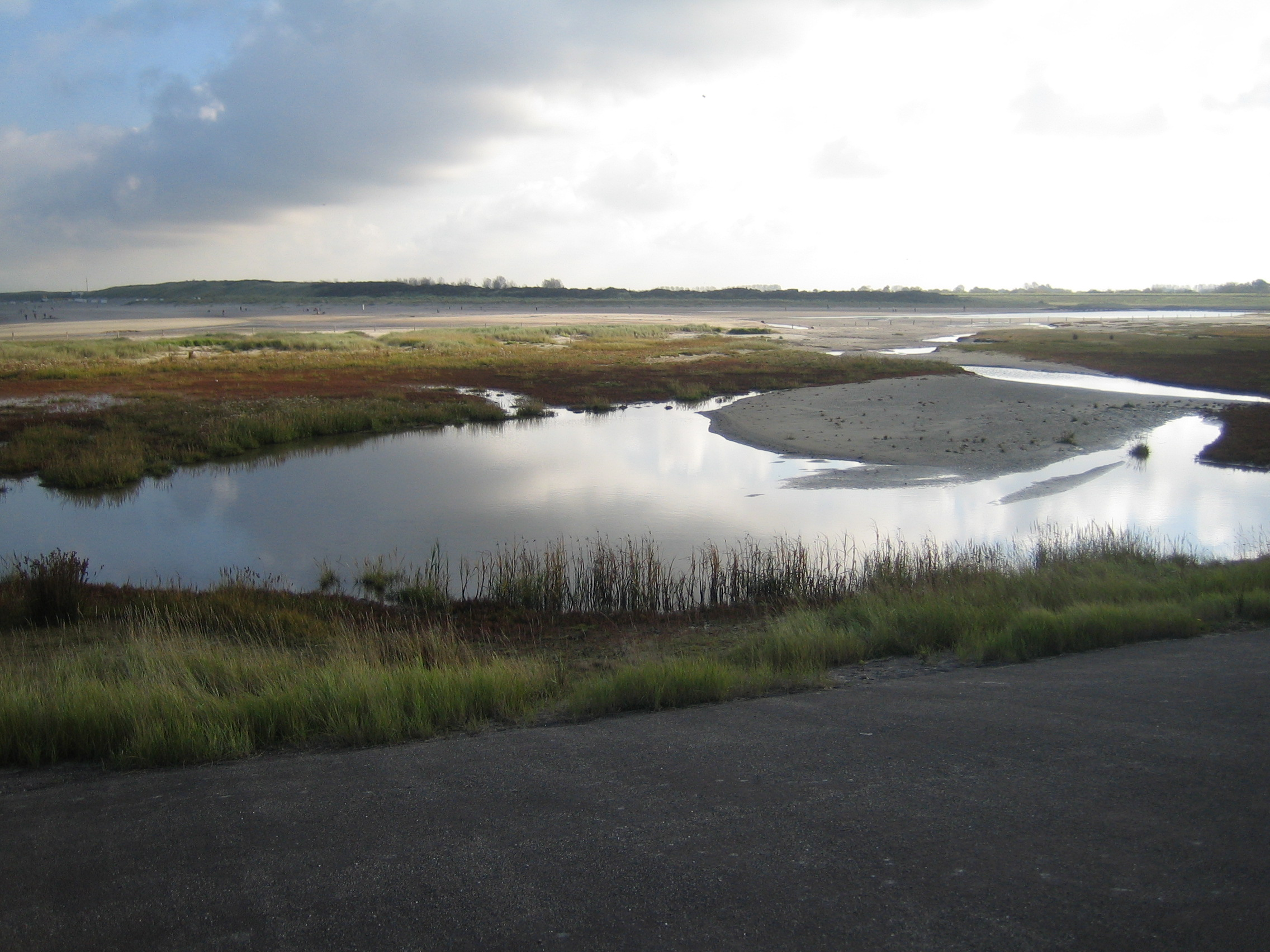
Le pré-salé vu de la plage
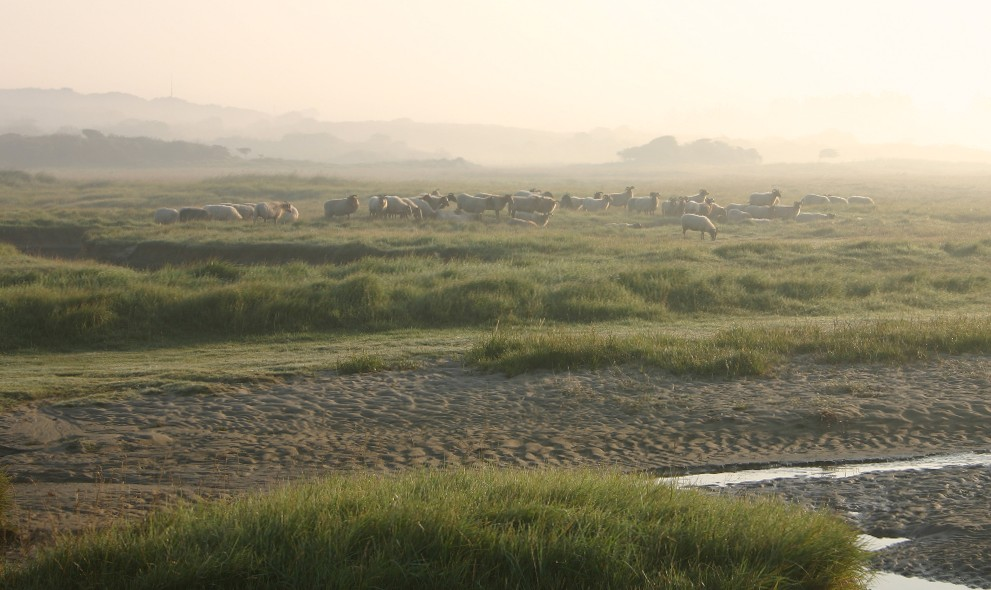
Au tiers supérieur, des moutons de Drenthe en pâture. À l'arrière-plan à gauche la ligne de dunes (brisée en 1802).
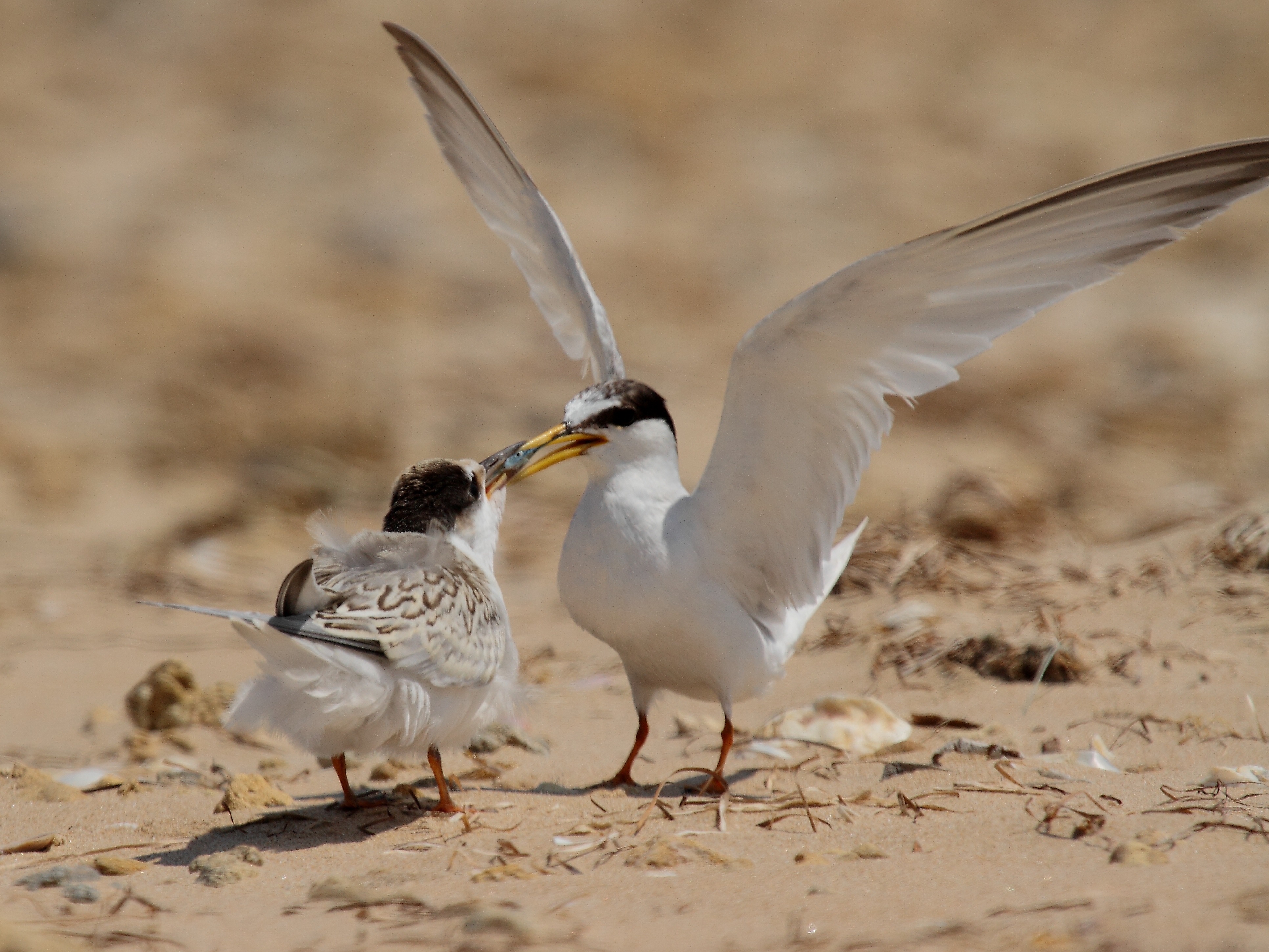
Sterne naine

## Dynamique écologique
Le Polder noir inondé est à plusieurs titres d'une grande valeur pour la flore et la faune :
- C'est un lieu dynamique en raison de la marée. Il s'y produit encore un érosion même limitée, avec dépôt de calcaire au lieu du sable (près du pré-salé) et de l'argile (à marée haute en vives-eaux dans les parties les plus hautes).
- La dynamique elle-même est variée. Dans le haut, « à l'arrière » du polder, il n'y a plus inondation que lors des marées les plus hautes, tandis qu'entre les dunes il y a encore pas mal de ravins à marée.
- Cette dynamique a lieu sur un terrain qui fut en son temps poldérisé et cultivé par l'homme. Même aux Pays-Bas ceci est une exception. Ni le Slufter de Texel, qui a toujours été un pré-salé naturel, ni le Naardermeer (un autre polder qui a dû être rendu à la nature après avoir été cultivé) ne sont aussi dynamiques que le Polder noir inondé ; enfin le Pays inondé de Saeftinghe est à une altitude plus basse et donc plus souvent inondé.
- La proximité d'autres réserves naturelles telles que la réserve naturelle du Zwin (Flandre zélandaise, Pays-Bas) et le parc naturel du Zwin (Flandre-Occidentale, Belgique).

Le Polder noir réendigué (nl) est la partie du Polder noir qui fut reprise sur la mer en 1829. Entretemps cette zone entièrement entourée de digues n'est plus cultivée mais érigée en réserve naturelle. Le vent s'y donne libre cours et les mouvements des dunes préexistantes n'y sont limités que par l'action de la flore et de la faune. L'accès en est interdit afin de ne pas déranger les oiseaux.

## Développements contemporains

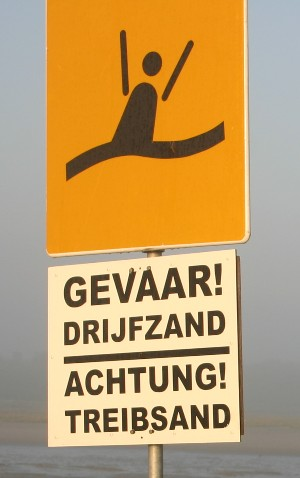
Entre les dunes et la mer, les terrassements effectués en 2005 étaient encore en 2006 une source de danger, comme en témoignent les nombreuses pancartes mettant en garde contre des sables mouvants.

Cette réserve a tendance à s'ensabler, car son étendue limitée fait que l'érosion due aux courants de flot et de jusant est trop faible, même en période de vives-eaux, et aussi en raison des vents dominants de noroît. Les prés-salés les plus hauts s'élèvent peu à peu, tandis que le vent remplit les ravins de sable, empêchant ceux-ci de se vider (suffisamment) dans la mer.
C'est pourquoi en 2005 le ravin a été approfondi, et une grande quantité de sable en a été transportée au camping du Polder noir, afin d'y créer la dynamique voulue dans un paysage de dunes.
Le pré-salé sert de pâturage à des moutons de la race des landes de Drenthe.
Une étude de l'université d'Utrecht a mis en évidence le fait que l'approfondissement du ravin n'aura qu'un effet temporaire sur le pré-salé. Dans quelques (dizaines d')années, il sera à nouveau ensablé. Ceci est déjà mesurable aujourd'hui ; selon les circonstances météorologiques il en sera encore ainsi pendant une durée se chiffrant en années ou en décennies.